# Wieczorki (plemię ssaków)
Wieczorki (Nycticeiini) – plemię ssaków z podrodziny mroczków (Vespertilioninae) w obrębie rodziny mroczkowatych (Vespertilionidae).

## Rozmieszczenie geograficzne
Plemię obejmuje gatunki występujące na całym świecie.

## Systematyka
Do plemienia należą następujące rodzaje:
- Nycticeius Rafinesque, 1819 – wieczorek
- Thainycteris Kock & Storch, 1996
- Arielulus J. Edwards Hill & D.H. Harrison, 1987 – arielek
- Glauconycteris Dobson, 1875 – łatnik
- Hesperoptenus W.C.H. Peters, 1868 – zmroczek
- Ia O. Thomas, 1902 – wieczornik – jedynym żyjącym współcześnie przedstawicielem jest Ia io O. Thomas, 1902 – wieczornik olbrzymi
- Scotomanes Dobson, 1875 – arlekinek – jedynym przedstawicielem jest Scotomanes ornatus (E. Blyth, 1851) – arlekinek ozdobny
- Scoteanax Troughton, 1944 – szerokopyszczek – jedynym przedstawicielem jest Scoteanax rueppellii (W.C.H. Peters, 1866) – szerokopyszczek nadbrzeżny
- Scotorepens Troughton, 1944 – szerokonosek
- Lasionycteris W.C.H. Peters, 1866 – srebronocek – jedynym przedstawicielem jest Lasionycteris noctivagans Le Conte, 1831 – srebronocek kosmaty
- Histiotus P. Gervais, 1856 – żaglouch
- Eptesicus Rafinesque, 1820 – mroczek
- Cnephaeus Kaup, 1829
- Neoeptesicus Cláudio, Novaes, A.L. Gardner, Nogueira, D.E. Wilson, Maldonado, J.A. de Oliveira & Moratelli, 2023